# Shion Homma
Shion Homma (本間 至恩 Homma Shion?), född 9 april 2000 i Niigata prefektur, är en japansk fotbollsspelare.
Homma började sin karriär 2017 i Albirex Niigata.